# Die Opernprobe
Die vornehmen Dilettanten oder Die Opernprobe ist eine Spieloper (Originalbezeichnung: „Komische Oper“) in einem Akt von Albert Lortzing (Musik und Libretto).

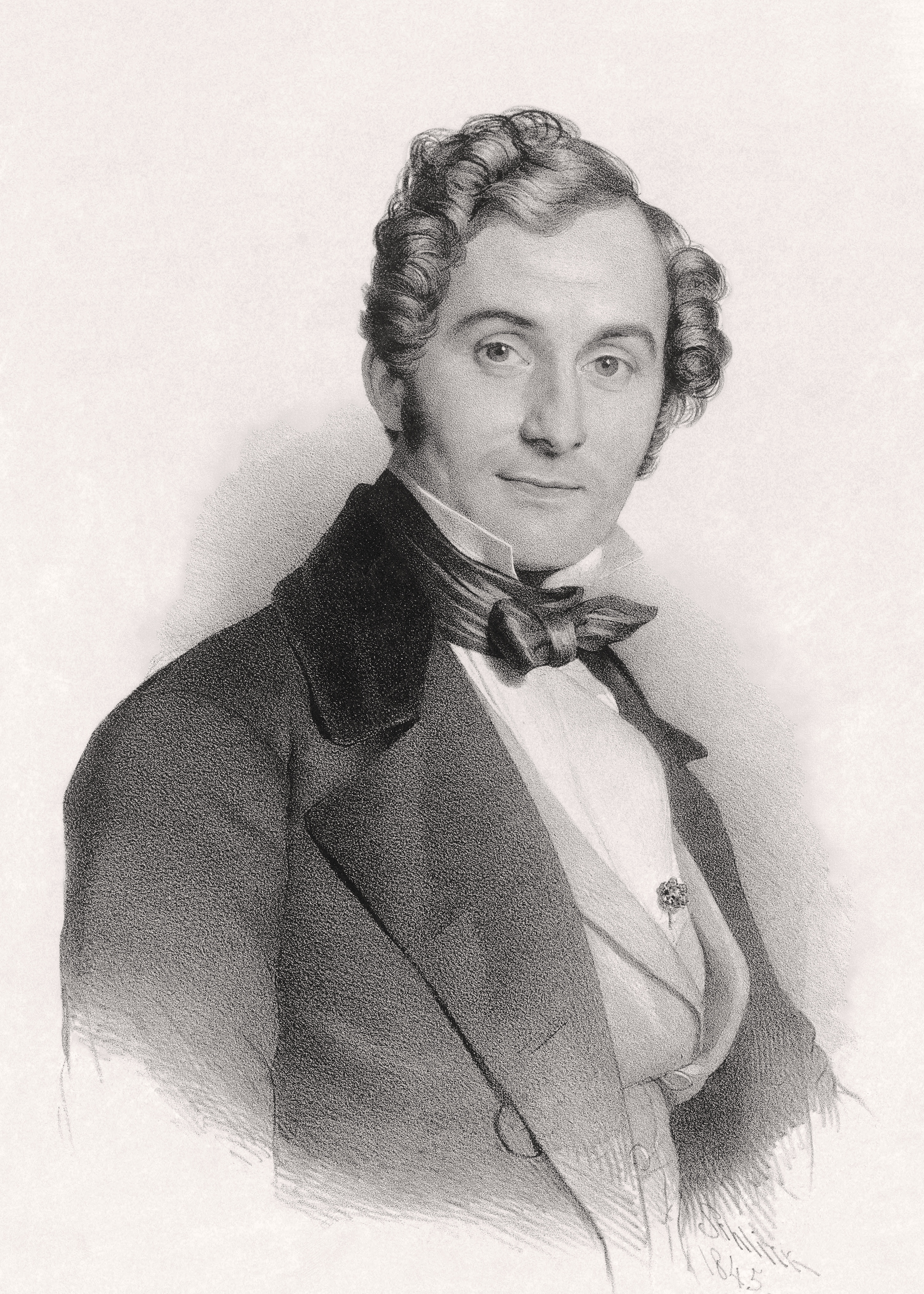
Namensgeber Albert Lortzing (1801–1851) – deutscher Komponist, Schauspieler, Sänger, Librettist und Dirigent

Die Uraufführung fand am 20. Januar 1851 in Frankfurt am Main statt. Währenddessen lag Lortzing in seiner Heimatstadt Berlin todkrank im Bett und verstarb am folgenden Tag im Alter von 49 Jahren.

## Handlung
Im Schloss des Grafen wird viel und gerne musiziert. Das gesamte Personal ist gerade dabei, eine Oper einzustudieren. Als Kapellmeisterin betätigt sich Hannchen, die Kammerzofe. Während das Ensemble eine Pause einlegt, bemerkt Hannchen im Garten zwei Fremde. Wer und was mögen sie nur sein? Diener Martin wird beauftragt, dies auszukundschaften. Zwar gelingt es ihm, mit einem der beiden Kontakt aufzunehmen, jedoch findet er trotzdem nichts heraus. Jetzt nimmt Hannchen die Sache selbst in die Hand. Sie hört, wie einer der beiden ein Lied anstimmt. Bei dem Sänger handelt es sich um Adolph von Reintal, einen jungen Baron. Weil sein Onkel ihn zwingen wollte, eine ihm gänzlich unbekannte Dame zu ehelichen, hatte er sich entschlossen, zu Hause auszureißen und sich mit seinem Diener Johann auf Wanderschaft zu begeben.
Als Reintal die hübsche Grafentochter Luise sieht, ist er gleich Feuer und Flamme. Dieses Mädchen will er erobern, koste es, was es wolle, zumal sein Diener inzwischen erfahren hat, dass sie noch nicht vergeben und die einzige Tochter des Grafen sein soll. Er überlegt, unter welchem Vorwand er wohl mit ihr Bekanntschaft schließen könnte. Da kommt ihm die rettende Idee: Er und sein Diener stellen sich als fahrende Sänger vor, die ein Engagement suchen.
Hannchen hat beider Gespräch belauscht und folgert richtig: Bei dem jungen Fremden kann es sich um niemanden anderen handeln als um den Mann, der eigentlich als Bräutigam für die Komtess vorgesehen ist. Nachdem Hannchen Luise unter dem Deckmantel der Verschwiegenheit ins Vertrauen gezogen hat, ist Luise überglücklich; denn heimlich hat sie bereits für den Fremden zu schwärmen begonnen.
Nun werden Kaffee und Kuchen aufgetischt. Die Gräfin erwartet Luises Bräutigam, muss aber von ihrem Gatten erfahren, dass dieser nicht komme. Der alte Reintal hatte ihn brieflich wissen lassen, dass aus der Verlobung – zumindest vorerst – nichts werde.
Unerwartet kündigt Diener Martin die fremden Sänger an. Als der Jüngere – es ist natürlich Reintal – eine Arie anstimmt, wird’s dem alten Grafen warm ums Herz.
Für das Grafenehepaar kommt die Zeit, sich zurückzuziehen. Kaum sind sie weg, sucht Reintal Luises Nähe. Sein Diener unterdessen flirtet mit Hannchen. Nach ein paar Verwicklungen – inzwischen ist auch der alte Reintal eingetroffen – findet doch noch die Verlobung statt.

## Verfilmungen und aufgezeichnete Inszenierungen
- 1982 – Fernsehoper (52 Minuten) in ungarischer Sprache
 Zoltan Horvath (Regie), Tamás Bréitner (Dirigent), Chor und Orchester von Studio Budapest
 mit Hirsch Bence, Maria Zempleni, Balzs Poka, Csilla Ötvös, Peter Korcsmaros, Demeter Marczis, Zsuzsa Diveki, Sandor Palcso
 TV Studio Budapest
- 2012 – Mitschnitt einer Aufführung des Mecklenburgischen Staatstheaters Schwerin (50 Minuten)
 Anke Rauthmann (Regie), Ewald Donhoffer (Dirigent), Chor des Mecklenburgischen Staatstheaters Schwerin, Mecklenburgische Staatskapelle Schwerin
 mit Sebastian Kroggel, Itiziar Lesaka, Stamatia Gerothanasi, Kerem Kurk, Katrin Hübner, Markus Vollberg, Silvio Kähler, Stefan Zoschke
 Eine Produktion des Mecklenburgischen Staatstheaters Schwerin
- 2021 – Filmfassung einer Aufführung der Anger Nantes Opéra France (64 Minuten) Dialoge in französischer Sprache, Gesang in deutscher Sprache
 Éric Chevalier (Regie), Antony Hermus (Dirigent), Choeur d‘Angers Nantes Opéra, Orchestra National des pays de Loire
 mit Jean-Vincent Blot, Sophie Belloir, Dima Bawab, Marie-Bénédicte Souquet, Ugo Rabec, Carlos Natale, Marc Scoffoni
 Eine Produktion der Angers Nantes Opéra

## Tonaufnahmen

### Gesamtaufnahmen
- 1951 – Gesamtaufnahme mit Dialogen – Fried Walter (Dirigent), RIAS Kammerchor und Unterhaltungsorchester
 mit Fritz Hoppe (Graf), Emmy Hagemann (Gräfin), Sonja Schöner (Louise), Lisa Otto (Hannchen), Leopold Clam (der alte Baron von Reinthal), Helmut Krebs (Adolph von Reinthal), Herbert Bauer (Johann), N.N. (Martin)
 Walhall (1 CD), Mono (Überspielung einer Radioproduktion)
- 1953 – Gesamtaufnahme mit Dialogen – Kurt Richter (Dirigent), Wiener Rundfunkchor, Das Große Wiener Rundfunkorchester
 mit Leo Heppe (Graf), Barbara With (Gräfin), Edith Kermer (Louise), Dorothea Siebert (Hannchen), Robert Granzer (der alte Baron von Reinthal), Rudolf Christ (Adolph von Reinthal), Franz Fuchs (Johann), Felix Pflichter (Martin)
 Myto (1 CD), Mono (Überspielung einer Radioproduktion)
- 1974 – Gesamtaufnahme mit Dialogen – Otmar Suitner (Dirigent), Chor und Orchester der Bayerischen Staatsoper München
 mit Klaus Hirte (Graf), Gisela Litz (Gräfin), Kari Lövaas (Louise), Regina Marheineke (Hannchen), Dieter Miserre (der alte Baron von Reinthal), Nicolai Gedda (Adolph von Reinthal), Walter Berry (Johann), Horst Sachtleben (Martin)
 EMI Electrola (1 CD), Stereo

### Einzelaufnahmen (Auswahl)
- 2017 – Ouvertüre
 Malmö Opera Orchestra, Jun Märkl (Dirigent)
 Naxos (1 CD), Stereo